# Liz Malia

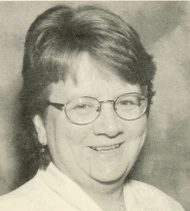
Liz Malia (2003)

Liz Malia (* 30. September 1949) ist eine US-amerikanische Politikerin der Demokratischen Partei.

## Leben
Malia besuchte das Boston College und studierte an der Brandeis University Pädagogik und Anglistik. Seit 1998 ist Malia Abgeordnete im Repräsentantenhaus von Massachusetts. Malia wohnt in Jamaica Plain, einem Stadtteil von Boston (Massachusetts).